# Jeanette Chéro
Jeanette Chéro   (Dresden, segle XX - 22 de gener de 2023) és un artista alemany i representant de la cançó literària a Alemanya.

## Biografia
Nascuda a Dresden, Chéro va créixer amb la música clàssica i va començar a compondre als nou anys. Els seus cicles de cançons van ser cantats sota el seu nom de soltera per intèrprets famosos (entre altres Kammersänger Kurt Böhme, Kammersänger Gottlob Frick, el professor Walter Hauck, Theo Adam, Werner Faulhaber). A la seva ciutat natal, Dresden, va tocar en nombrosos concerts i retransmissions de ràdio en directe juntament amb la destacada violinista Anneliese Möhner. Chéro va estudiar piano, composició i cant a Dresden i més tard va prendre classes d'interpretació i ballet a Berlín. Es va casar amb el director musical Walter Schartner el 1957.
A Berlín, va treballar diversos anys al "Berliner Rundfunk", per al qual va escriure molts arranjaments corals. Va actuar com a pianista i acompanyant dels seus propis cicles de cançons a diverses emissores de ràdio fins que va descobrir el seu amor per la cançó i més tard per la cançó literària. Ella mateixa interpreta les seves cançons al piano de cua en concerts de llarga durada. Va escriure nombroses composicions per encàrrec per a les recreacions WDR i alemanyes de títols anglesos, francesos i italians per a l'edició Akkord. Els seus cicles de cançons clàssiques han estat publicats diverses vegades en versió orquestral a Kemerovo (Rússia) per a la seva interpretació.
Els concerts al vespre amb obres exclusivament pròpies van tenir lloc les setmanes del festival a Bad Kreuznach, a la "Colònia Senftöpfchen" (1980), al centre comunitari "Bergischer Löwe" de Bergisch Gladbach (1981, 1988, 2000 amb Jakob Poiesz), a la Galeria Brühl am Schloß (1982), a l'Hamburger Podium (1982), al Schloss Eulenbroich [de] a Rösrath (1984, 1995), a les Jornades culturals d'Oberstdorf (1989, 1990), a la "Weilburger Schlosskonzerten" (1994), a Koblenz i a St. Wendel (Sarre), així com actuacions en solitari amb cançons pròpies a Berlín, Stuttgart, Hamburg, Hilden i Bad Kreuznach. A més, hi va haver aparicions a la televisió amb obres seves, per exemple al "Café in Takt" de Peter Horton i al programa "Auf dem Kriegspfad - Sinn und Unsinn der Atomrüstung", una producció del WDR. En diversos episodis de la sèrie "Historisches Kabarett 1919-1945" (també una producció de WDR), es va poder veure i escoltar, entre d'altres amb interpretacions de cançons de Walter Mehring.
A la Rheinische Musikschule [de] (Conservatori de la ciutat de Colònia) va ser professora de piano i durant molts anys cap d'una classe de cançó. Entre els seus estudiants hi havia el director i compositor Johannes Kalitzke i els pianistes del Bläck Fööss Rolf Lammers (més tard L.S.E. [de]) i Dieter "Joko" Jaenisch.
Chéro és el principal representant de la cançó literària, cosa que és poc freqüent a Alemanya.

## Enregistraments
- Jeanette Chéro: German Chansons, Ekke Music, 1981
- Music Is All For Me - Béla Mavrák canta cançons de Jeanette Chéro, editora musical de Termidor, 2015